# Plato hamatus
Espèce
Plato hamatus est une espèce d'araignées aranéomorphes de la famille des Theridiosomatidae.

## Distribution
Cette espèce est endémique du Minas Gerais au Brésil,. Elle se rencontre à Várzea da Palma dans la frotte Gruta dos Cururus.

## Description
Le mâle holotype mesure 1,85 mm et la femelle paratype 2,7 mm.

## Systématique et taxinomie
Cette espèce a été décrite par Prete et Brescovit en 2024.

## Publication originale
(juin 2024).
- Prete & Brescovit, 2024 : « Taxonomic revision of the orb weaving spider genus Plato Coddington, 1986 (Araneae: Theridiosomatidae) with the description of three new species. » Zootaxa, no 5471(1), p. 1-32.